# 100毛
《100毛》是香港一份消閒雜誌。於2013年3月首度發行，逢星期四出版，並以「純港產法式旋轉型生活潮流雜誌」自居。
旗下藝人有盤菜瑩、利君牙、羅若Off、東方昇、專家Dickson。

## 簡介
《100毛》點列100條每週最注目的話題，而每篇文章約為100至500字，目的是希望能令讀者讀完整本雜誌。
2015年5月18日，《100毛》創辦人林日曦、陳強、阿Bu成立的網絡媒體平台毛記電視正式開台，並啟用官方網站（與原100毛官方網站“100most.com.hk”合併運作），以惡搞及抽水形式諷刺時弊。2016年，《100毛》開始在Facebook官方專頁多次進行串流直播。自第169期開始，在facebook官方專頁推出封面專題影片。
2018年7月12日，出版最後一期印刷版《100毛》（第275期）後，從下期開始只保留數碼版本，該媒體在第275期第2頁「通告」中稱「為響應環保」而作出這項決定，並叫讀者「自己上facebook、IG看」，數碼版封面逢星期四公開，並於星期五上載「封面故事影片」。。
2019年11月7日星期四，《100毛》女主播「銀紙彤」曾穎欣於沙田豐盛苑富盛閣發生的一宗火警中死亡，終年26歲。

## 百毛黨
百毛黨是該雜誌創立的名詞，意思是指部分商店因新雜誌關係而沒有將《100毛》放在周刊架上，令許多讀者不能買到雜誌。《100毛》希望讀者成為「百毛黨」，向店主查詢《100毛》位置，以便讀者找到雜誌。

## 出版紀錄（印刷版本）

### 2013年
| 期號 | 封面人物                                                   | 主題                           | 出版日期       |
| 01   | 許廷鏗、連詩雅、林欣彤、G.E.M.、 羅力威、林德信、C AllStar | 明日經典                       | 2013年3月7日   |
| 02   | 農夫                                                       | 男人的浪漫                     | 2013年3月14日  |
| 03   | 黃秋生                                                     | 終極自爆                       | 2013年3月21日  |
| 04   | 張國榮                                                     | 風繼續吹                       | 2013年3月28日  |
| 05   | 王菀之                                                     | 偽文青扮野手冊                 | 2013年4月4日   |
| 06   | 古天樂                                                     | 我們的小毒癮                   | 2013年4月11日  |
| 07   | 薛凱琪                                                     | 失戀自救作業                   | 2013年4月18日  |
| 08   | 陳靜                                                       | 多謝高登先                     | 2013年4月25日  |
| 09   | 周國賢                                                     | Chur爆香港人                   | 2013年5月2日   |
| 10   | 官恩娜                                                     | 男女太不同                     | 2013年5月9日   |
| 11   | 林海峰                                                     | 辦公室扮工手冊                 | 2013年5月16日  |
| 12   | 張繼聰                                                     | 從前偶像好嗎                   | 2013年5月23日  |
| 13   | 陳妍希                                                     | 再初戀無限touch                | 2013年5月30日  |
| 14   | 阿 Bob                                                     | 好笑到有朋友                   | 2013年6月6日   |
| 15   | 杜汶澤、彭浩翔                                             | 醜男生存法                     | 2013年6月13日  |
| 16   | 劉德華、鄭秀文                                             | 愛情偵探學                     | 2013年6月20日  |
| 17   | 黃家駒                                                     | 致我們永不逝去的家駒           | 2013年6月27日  |
| 18   | 蔡卓妍                                                     | 30歲一定要做的事               | 2013年7月4日   |
| 19   | 何韻詩、黃耀明                                             | 100毛係撐基佬，吹咩！          | 2013年7月11日  |
| 20   | 鄭俊弘                                                     | 小職員的自我修養               | 2013年7月18日  |
| 21   | 馬國明                                                     | 男神訓練班                     | 2013年7月25日  |
| 22   | 尖東忌廉哥                                                 | 教你做Cool魔                   | 2013年8月1日   |
| 23   | 周柏豪                                                     | 問世間型為何物                 | 2013年8月8日   |
| 24   | 葛民輝                                                     | 老細吸血新世紀                 | 2013年8月15日  |
| 25   | 胡杏兒                                                     | 燃亮我意志鼓起我勇氣──勵志大法 | 2013年8月22日  |
| 26   | 鄭伊健、陳小春、謝天華、錢嘉樂、林曉峰                     | 古惑佬 之 屋企揸Fit人          | 2013年8月29日  |
| 27   | 吳雨霏                                                     | 分手要咁                       | 2013年9月5日   |
| 28   | 洪永城                                                     | 脫離名勝小貼士                 | 2013年9月12日  |
| 29   | 容祖兒                                                     | 好好瞓瞓練班                   | 2013年9月19日  |
| 30   | 黃偉文                                                     | 自選膠詞                       | 2013年9月26日  |
| 31   | 黃宗澤                                                     | 女人唔可以__                   | 2013年10月3日  |
| 32   | 陳展鵬                                                     | 窮到燶大作戰                   | 2013年10月10日 |
| 33   | 黃智雯                                                     | 情侶開拖全攻略                 | 2013年10月17日 |
| 34   | 張敬軒                                                     | 難得喜歡孤單一個               | 2013年10月24日 |
| 35   | 蕭正楠                                                     | 誠實豆沙班                     | 2013年10月31日 |
| 36   | 黃夏蕙                                                     | 做個唔只肯捱M記的好女人        | 2013年11月7日  |
| 37   | 周秀娜                                                     | 感性調教室                     | 2013年11月14日 |
| 38   | 林海峰、葛民輝                                             | 真心膠友學                     | 2013年11月21日 |
| 39   | 黃翠如                                                     | 女人變性格手術                 | 2013年11月28日 |
| 40   | 陳豪                                                       | 同朕Check下乜嘢係Perfect池生活 | 2013年12月5日  |
| 41   | 謝安琪                                                     | 女強人是你健身班               | 2013年12月12日 |
| 42   | 周柏豪                                                     | 給男生一個MaLuck X'mas         | 2013年12月19日 |
| 43   | 阿 Bob                                                     | 2013膠事回顧                   | 2013年12月26日 |

### 2014年
| 期號 | 封面人物                                            | 主題                                                               | 出版日期                                |
| 44   | 蝦頭                                                | 教你演好2014                                                       | 2014年1月2日                            |
| 45   | C AllStar                                           | 當兵無愧                                                           | 2014年1月9日                            |
| 46   | 許廷鏗                                              | 搞乜青春長命習作                                                   | 2014年1月16日                           |
| 47   | 吳君如、鄒凱光                                      | 如何做隻快樂小學雞                                                 | 2014年1月23日                           |
| 48   | 麥玲玲、楊天命、釋道心                              | 歡樂蓮蓮馬年運程Remix                                              | 2014年1月30日                           |
| 49   | RubberBand                                          | 情人節求生手冊                                                     | 2014年2月13日                           |
| 50   | I Love You Boyz                                     | 洗衫又煮飯 住家男人的浪漫                                          | 2014年2月20日                           |
| 51   | 王菀之                                              | 港女"揸"辣教室                                                     | 2014年2月27日                           |
| 52   | 楊千嬅                                              | 特別的生日技巧                                                     | 2014年3月6日                            |
| 52   | 黃偉文                                              | 阻你少少時間                                                       | 附刊《100模》                           |
| 53   | 農夫                                                | 詼鞋幽襪花生騷                                                     | 2014年3月13日                           |
| 54   | 任達華                                              | 夜遊王走甜版                                                       | 2014年3月20日                           |
| 55   | 譚玉瑛                                              | 給大細路的最後一課                                                 | 2014年3月27日                           |
| 56   | 天堂鳥、Faith、拾音社                               | 今日經典                                                           | 2014年4月3日                            |
| 56   | 杜汶澤                                              | 如果只是在辦公室得罪人， 會選擇於Facebook上道歉兩次， 既環保又快捷 | 2014年4月3日                            |
| 56   | 鄧麗欣                                              | 開心唔開心                                                         | 附刊《100模》                           |
| 57   | Shine                                               | 來自MK的你                                                         | 2014年4月10日                           |
| 58   | 吳彥祖                                              | 女人愛我魔？                                                       | 2014年4月17日                           |
| 59   | 吳孟達                                              | 港佬十式                                                           | 2014年4月24日                           |
| 60   | 楊鎧凝、009（Dior女）                               | 少女情懷總是55555                                                  | 2014年5月1日                            |
| 60   | 陳嘉寶、王敏奕                                      | 你有冇問題？                                                       | 附刊《100模》                           |
| 61   | 楊千嬅                                              | 雞髀送畀媽，需要豉油嗎？                                           | 2014年5月8日                            |
| 62   | 林雪                                                | 這些機會肯L定屬於我的                                              | 2014年5月15日                           |
| 63   | 薛凱琪                                              | 今年夏天，立即變黑亦得，得咗！                                     | 2014年5月22日                           |
| 64   | 鄭丹瑞                                              | 鹹鴨蛋超人死前必做7件事                                            | 2014年5月29日                           |
| 65   | 何韻詩、黃耀明                                      | 社交八段錦                                                         | 2014年6月5日                            |
| 65   | 周柏豪                                              | 玩邊D？                                                            | 附刊《100模》                           |
| 66   | 盧覓雪                                              | 非球迷世界                                                         | 2014年6月12日                           |
| 67   | 林海峰、葛民輝                                      | 辦公室足金金句                                                     | 2014年6月19日                           |
| 68   | 許廷鏗                                              | 愛情Let it膏                                                       | 2014年6月26日                           |
| 69   | 周秀娜                                              | 女神周瘦娜絕密分手流出                                             | 2014年7月3日                            |
| 69   | 董嘉儀                                              | 畀啲顏色你睇                                                       | 附刊《100模》                           |
| 70   | 劉以達                                              | 職場不死身                                                         | 2014年7月10日 附刊《書．展毛》          |
| 71   | C AllStar                                           | 豁豁出去減減壓法                                                   | 2014年7月17日                           |
| 72   | 少爺占                                              | 成功需父幹，絕世好家長指引                                         | 2014年7月24日                           |
| 73   | 小肥                                                | （高度推介）虛偽的大道理 好假的小肥仔                              | 2014年7月31日                           |
| 74   | 卓韻芝、鄭秀文                                      | 愛情短訊攻防戰                                                     | 2014年8月7日                            |
| 74   | John Ho（肉肉熊）、 AM @ 山中遊子、 大宇 @ 山中遊子 | 夏日混戰                                                           | 附刊《100模》                           |
| 75   | 黃偉文                                              | 不減肥餐單                                                         | 2014年8月14日                           |
| 76   | 張繼聰                                              | 有一種幸福叫痴情                                                   | 2014年8月21日                           |
| 77   | 小寶                                                | 我的Nice時之道                                                     | 2014年8月28日                           |
| 78   | 安德尊                                              | Cut一個人電話                                                      | 2014年9月4日                            |
| 78   | 杜小喬                                              | 你仲有冇表演？                                                     | 附刊《100模》                           |
| 79   | 王貽興                                              | 男女友外遊警示                                                     | 2014年9月11日                           |
| 80   | 阮兆祥                                              | Ichiban食字班                                                      | 2014年9月18日                           |
| 81   | 黃宗澤                                              | 把妹窮人                                                           | 2014年9月25日                           |
| 82   | /                                                   | 雨傘革命                                                           | 2014年10月2日                           |
| 83   | 陳明恩                                              | 如何做隻漆黑中的螢火蟲發光發亮                                     | 2014年10月9日                           |
| 83   | Super Girls                                         | 錯有錯著                                                           | 附刊《100模》                           |
| 84   | 許紹雄                                              | 四點鐘方中「Sir」：情場清場指引                                    | 2014年10月16日                          |
| 85   | 阿 Bob                                              | 香港乜乜乜                                                         | 2014年10月23日                          |
| 86   | 劉江                                                | 寧願一生都不說話 都不想講假說話欺騙你                              | 2014年10月30日                          |
| 87   | 羅莽                                                | 堅持掃走小人總路線                                                 | 2014年11月6日                           |
| 87   | 文詠珊                                              | 你袋住咩先                                                         | 附刊《100模》                           |
| 88   | Joe Junior 、胡楓                                   | 能成為密友大概總帶著乜                                             | 2014年11月13日                          |
| 89   | 楊千嬅                                              | 人際啟示錄Interpersonal                                            | 2014年11月20日                          |
| 90   | 王祖藍                                              | 你先In？我先In！                                                   | 2014年11月27日                          |
| 91   | 元秋                                                | 建議你少講啲冇乜用嘅說話                                           | 2014年12月4日                           |
| 91   | Plastic Thing                                       | 冬天乜乜物                                                         | 附刊《100模》                           |
| 92   | 林夕                                                | 後生運動無畏無懼                                                   | 2014年12月11日                          |
| 93   | 周中                                                | 你教我食龍蝦吧                                                     | 2014年12月18日                          |
| 94   | 河國榮                                              | Merry Christmas to Me                                              | 2014年12月24日 （因聖誕節提早一天出版） |

### 2015年
| 期號 | 封面人物                                              | 主題                                                                          | 出版日期                                      |
| 95   | 李家鼎                                                | 兒子如何生性，令慈母倍感安慰？                                                | 2014年12月31日 （因2015年元旦日提早一天出版） |
| 95   | 盧凱彤                                                | 噚日VS聽日                                                                    | 附刊《100模》                                 |
| 96   | 多啦A夢                                               | 叮噹可否不要老                                                                | 2015年1月8日                                  |
| 97   | 張敬軒                                                | 我們可否不要老                                                                | 2015年1月15日                                 |
| 98   | 吳幸美、梁國安                                        | 震撼性生活危機                                                                | 2015年1月22日                                 |
| 99   | 譚玉瑛                                                | 拜年ICU                                                                       | 2015年1月29日                                 |
| 100  | 周秀娜、邱秀華                                        | 讓全世界都知道優秀男人的低調                                                  | 2015年2月5日                                  |
| 100  | 勞嘉怡                                                | 遊街是愛                                                                      | 附刊《100模》                                 |
| 101  | 吳君如                                                | 如何新年流流講錯嘢而不失喜氣？                                                | 2015年2月12日                                 |
| 102  | 李錦聯、安德尊                                        | 嘈咩吖！！溝埋嚟做一團和氣吖笨！！！                                          | 2015年2月19日                                 |
| 103  | 朱咪咪、麒麟英雄                                      | 唉跌低咗！唉唔麟驚！                                                          | 2015年3月5日                                  |
| 103  | 鄺俊宇                                                | 動地經典愛戀過                                                                | 附刊《100模》                                 |
| 104  | 喬寶寶                                                | 顏色重要咩？                                                                  | 2015年3月12日 附刊《100毛金毛獎》             |
| 105  | 王宗堯                                                | 瘋狂壁咚Do's & Don'ts                                                         | 2015年3月19日                                 |
| 106  | 鄭子誠                                                | 陰謀都給我看透了                                                              | 2015年3月26日                                 |
| 107  | 艾威                                                  | 今晚睇我 香港人做電視有特別多的方法                                           | 2015年4月2日                                  |
| 108  | 魯芬                                                  | 大姐姐聯萌 職場腦筋急轉彎                                                     | 2015年4月9日                                  |
| 108  | Yoshikawa Michelle                                    | 菠蘿菠蘿ME                                                                    | 附刊《100模》                                 |
| 109  | 阿Bob                                                 | 如果佢是歌手 佢可能係世界上最好嘅重量級歌手                                   | 2015年4月16日                                 |
| 110  | 劉錫賢                                                | 獅子山下體現香港精神                                                          | 2015年4月23日                                 |
| 111  | RubberBand                                            | 我團火喺呢個Moment要爆喇                                                      | 2015年4月30日                                 |
| 112  | 糖妹                                                  | 來自追星的你                                                                  | 2015年5月7日                                  |
| 112  | Supper Moment                                         | 我和春天約個會先                                                              | 附刊《100模》                                 |
| 113  | 陶傑                                                  | 不要怕，是技術性抽水，不要怕。                                                | 2015年5月14日 附刊《毛記電視 TVMOST WEEKLY》  |
| 114  | 江美儀                                                | 自拍時要露出美腿是常識吧                                                      | 2015年5月21日                                 |
| 115  | 邵仲衡                                                | 我買唔到樓！我已經盡力！細單位…都買唔起…                                      | 2015年5月28日                                 |
| 116  | 森美                                                  | 風度翩翩豬肉佬 肉身不及內心好                                                 | 2015年6月4日                                  |
| 116  | Super Girls                                           | 雞蛋裡面搶風頭                                                                | 附刊《100模》                                 |
| 117  | 鄭丹瑞                                                | 雙手望落邋遢 其實暗藏父愛                                                     | 2015年6月11日                                 |
| 118  | 譚小環                                                | 我要真港姐                                                                    | 2015年6月18日                                 |
| 119  | 王宗堯                                                | 口有趣 男神口技速成班                                                         | 2015年6月25日                                 |
| 120  | 柳俊江                                                | 石屎森林求生記                                                                | 2015年7月2日                                  |
| 120  | Lilian Kan                                            | 我LIGHT 你LIGHT唔LIGHT？                                                      | 附刊《100模》                                 |
| 121  | 鄭中基                                                | 你班怪獸家長畀我唞下得唔得呀                                                  | 2015年7月9日                                  |
| 121  | /                                                     | 鍾愛樹根                                                                      | 附刊《書展毛》                                |
| 122  | 林雪                                                  | U seem like fun 巴打你好似幾幽默                                              | 2015年7月16日                                 |
| 123  | 葉蘊儀                                                | 震撼100億人的寫真真諦                                                         | 2015年7月23日                                 |
| 124  | 杜如風                                                | 我係世界級港女你吹呀？                                                        | 2015年7月30日                                 |
| 125  | 喬寶寶                                                | Fusion嘅thing YOU KNOW條IRON MEH？！                                          | 2015年8月6日                                  |
| 125  | Danny Summer                                          | 夏天為大地帶嚟……？                                                            | 附刊《100模》                                 |
| 126  | 謝賢                                                  | 全部都係佢嘅人，我使乜同佢鬥呀？                                              | 2015年8月13日                                 |
| 127  | Joe Junior                                            | 忘了痛 痛苦的就勇敢面對 曾經畢竟只是曾經                                      | 2015年8月20日                                 |
| 128  | 黃宏舜                                                | 很想去捕捉理想吧                                                              | 2015年8月27日                                 |
| 129  | 黃夏蕙                                                | 瞓啦！頭七                                                                    | 2015年9月3日                                  |
| 129  | Dear Jane                                             | 四個後生去旅行                                                                | 附刊《100模》                                 |
| 130  | 魯芬、豬欣                                            | 同朕再check下 “各區各地仲有咩好西”                                            | 2015年9月10日                                 |
| 131  | 伍家謙                                                | 體育新聞報道完畢 交畀你哋撐下港隊啦                                           | 2015年9月17日                                 |
| 132  | 古天樂、盧覓雪                                        | 一句撻著上司大賽                                                              | 2015年9月24日                                 |
| 133  | 顏卓靈                                                | 娘娘大戰觀音兵                                                                | 2015年10月1日                                 |
| 133  | Vivian Chan                                           | 人在野⋯⋯餐                                                                    | 附刊《100模》                                 |
| 134  | 黃秋生                                                | #我問候所有人                                                                 | 2015年10月8日                                 |
| 135  | 鄭敬基                                                | 如有天竹筍再開 期望可跟你＿愛                                                 | 2015年10月15日                                |
| 136  | 陳國邦                                                | 三年之後又三年 辭職唔怕遲                                                     | 2015年10月22日                                |
| 137  | 歐錦棠                                                | 做人不必太厚妝                                                                | 2015年10月29日                                |
| 138  | 陳肇麒、鄭璟昊、積施利、基藍馬、 梁振邦、葉鴻輝、黃洋 | 香港人撐香港隊                                                                | 2015年11月5日                                 |
| 138  | 香格拉                                                | 你著得起，你著唔起                                                            | 附刊《100模》                                 |
| 139  | 卓韻芝                                                | You Are Not My Biological Boss                                                | 2015年11月12日                                |
| 140  | 吳若希                                                | 成功爭取「巧打耳」為受保護渺臨絕種器官 強烈要求「典解嘅」列入牛津字典風雲詞彙 | 2015年11月19日                                |
| 141  | 阿Bob                                                 | 安全真漢子                                                                    | 2015年11月26日                                |
| 142  | 游蕙禎、鄺葆賢                                        | 啱傾先飲嘢                                                                    | 2015年12月3日                                 |
| 142  | Jessica Lee                                           | 又到聖誕～柔道星單～又到聖誕～優都性旦～                                      | 附刊《100模》                                 |
| 143  | 白只                                                  | 港若有情 #擺明天若有情 #擺明二次創作                                          | 2015年12月10日                                |
| 143  | /                                                     | 實實在在踏入過你宇宙                                                          | 附刊《百貨全書》                              |
| 144  | 專家Dickson、東方昇                                   | 降龍二創腿                                                                    | 2015年12月17日                                |
| 145  | 王宗堯                                                | CRYING IN THE XMAS PARTY                                                      | 2015年12月24日                                |
| 146  | 陸永、C君                                             | 哈咩哈咩哈 哈哈哈                                                             | 2015年12月31日                                |

### 2016年
| 期號 | 封面人物                                                                              | 主題                                                           | 出版日期                                         |
| 147  | 杜小喬、Yuki Lovey、雨僑、 利君牙、盤菜瑩子、黃慘盈                                   | 被Add女的特別方式                                              | 2016年1月7日                                     |
| 147  | 春夏                                                                                  | 新年流流行                                                     | 附刊《100模》                                    |
| 148  | 河國榮、方健儀                                                                        | TVMost周刊特約：真・歌王歌后出爐                               | 2016年1月14日                                    |
| 148  | /                                                                                     | 毛記電視第一屆十大勁曲金曲分獎典禮                             | 附刊《真・珍藏毛》                               |
| 149  | 梁祖堯                                                                                | 不用分那麼細 因為我們都是一戴一露                              | 2016年1月21日                                    |
| 150  | 吳業坤                                                                                | “悶到喊可恥” 我要玩好東（刪除線）西                            | 2016年1月28日                                    |
| 151  | 唐Dick藏、沙僧瑩子、孫悟東、慘豬八戒、觀音牙、 麒麟怪、鼠王獸、鍾樹妖、龍蝦精、六八犬 | 西毛記特約：猴年香港衰運程                                     | 2016年2月4日                                     |
| 151  | Asha Cuthbert                                                                         | 情人眼裡出呢啲                                                 | 附刊《100模》                                    |
| 152  | 林敏驄                                                                                | 離地煙花特別多                                                 | 2016年2月18日                                    |
| 153  | 劉小華                                                                                | 我不简也為活得好                                                 | 2016年2月25日                                    |
| 154  | 黃夏蕙                                                                                | 留給這世上我最嬲的人 關公災難拆解法                            | 2016年3月3日                                     |
| 154  | 李幸倪                                                                                | 懷舊是最寂寞                                                   | 附刊《100模》                                    |
| 155  | 尹天照                                                                                | 我和公司有個約會                                               | 2016年3月10日                                    |
| 156  | 方健儀及毛記主播sss                                                                   | 萬千呃Like賀台慶                                               | 2016年3月17日                                    |
| 157  | 葉蘊儀                                                                                | 家家有棵難種的菜                                               | 2016年3月24日                                    |
| 158  | 鄭伊健                                                                                | 灰社會生存學：辦法總比浩南多                                   | 2016年3月31日                                    |
| 159  | 杜汶澤                                                                                | 我在港產片之中找到快樂                                         | 2016年4月7日                                     |
| 159  | 林奕匡                                                                                | 人生幾何                                                       | 附刊《100模》                                    |
| 160  | 東方昇、羅若Off                                                                       | （不是）姓梁的後裔                                             | 2016年4月14日                                    |
| 161  | 周中                                                                                  | 雲吞於世上有幾個知己                                           | 2016年4月21日                                    |
| 162  | 麥玲玲                                                                                | 我算到你阿媽係女人                                             | 2016年4月28日                                    |
| 163  | 鄧麗欣                                                                                | 給十年後的我                                                   | 2016年5月5日                                     |
| 164  | 專家Dickson、黃慘盈                                                                   | 毛記電視萬千呃Like賀台慶珍藏號                                 | 2016年5月13日 （因萬千呃Like賀台慶延後一天出版） |
| 165  | 曹星如                                                                                | 輸得起 打不死 香港地                                           | 2016年5月19日                                    |
| 166  | 當奴、少爺占                                                                          | Follow me to→→→ * 這場…×°愛情遊戲°°°×                          | 2016年5月26日                                    |
| 167  | 馬蹄露                                                                                | 非主流美女的溝仔秘笈                                           | 2016年6月2日                                     |
| 168  | 蒙嘉慧                                                                                | SORRY，醫度唔畀打尖！                                          | 2016年6月9日                                     |
| 169  | 何韻詩                                                                                | 其實做自己又有咩好怕喎 封面專題影片（页面存档备份，存于）      | 2016年6月16日                                    |
| 170  | 許志安                                                                                | 唯獨舊事不可取替 封面專題影片（页面存档备份，存于）            | 2016年6月23日                                    |
| 171  | 艾威                                                                                  | 百變夫君 家庭和氣百科全書                                      | 2016年6月30日                                    |
| 172  | 周秀娜                                                                                | 做隻有人識的馬仔 贏在終點線 封面專題影片（页面存档备份，存于） | 2016年7月7日                                     |
| 173  | 伍詠薇                                                                                | 同我執走啲情場垃圾佢                                           | 2016年7月14日                                    |
| 173  | 黑白毛記                                                                              | 讀到盡頭便是型                                                 | 附刊《書展毛》                                   |
| 174  | 專家Dickson、黃慘盈                                                                   | 我黃皮膚，我黑頭髮，但我們不是中國人，對唔住                   | 2016年7月21日                                    |
| 174  | Angela Yuen                                                                           | 夏日元氣彈                                                     | 附刊《100模》                                    |
| 175  | 佘詩曼                                                                                | 人生精靈訓練員                                                 | 2016年7月28日                                    |
| 176  | 卓韻芝                                                                                | 給香港的遺書                                                   | 2016年8月4日                                     |
| 177  | 何韻詩with有種贊助sss                                                                 | 自己香港自己養                                                 | 2016年8月11日                                    |
| 178  | 盧覓雪                                                                                | 我已經為搵食用盡了洪荒之力                                     | 2016年8月18日                                    |
| 179  | 木村-楊英偉、香芒慎吾、草剪光、戇居正廣、稻垣唔忙                                     | SMAP解散の真情回憶                                             | 2016年8月25日                                    |
| 180  | 葉德嫻                                                                                | 唔得閒 都要嚟投票                                              | 2016年9月1日                                     |
| 181  | 利君牙                                                                                | HK就係太完美？                                                 | 2016年9月8日                                     |
| 182  | 王喜                                                                                  | 中秋不煲蠟過節指引                                             | 2016年9月15日                                    |
| 183  | 趙學而                                                                                | 中女的祈禱                                                     | 2016年9月22日                                    |
| 184  | 古天樂、黃慘盈、專家Dickson                                                           | 今期流行唔靚仔                                                 | 2016年9月29日                                    |
| 185  | 邵仲衡、銀紙彤                                                                        | 做人切勿跟遮太貼                                               | 2016年10月6日                                    |
| 186  | 杜小喬                                                                                | 香港傑出廢青 做人唔使Formula                                   | 2016年10月13日                                   |
| 187  | 孫慧雪                                                                                | 來!!Flirt一個!!                                                | 2016年10月20日                                   |
| 188  | 曹星如、東方昇                                                                        | 一拳KO你腦細                                                   | 2016年10月27日                                   |
| 189  | 鄭中基                                                                                | 人人歡喜廣東歌                                                 | 2016年11月3日                                    |
| 190  | 王宗堯                                                                                | 你班XX畀個龍門唞下得唔得                                       | 2016年11月10日                                   |
| 191  | 陶傑                                                                                  | TRUMP!全部都係TRUMP!                                           | 2016年11月17日                                   |
| 192  | 盧海鵬、黃慘盈                                                                        | 不是觀音兵 卻比觀音兵更冧                                      | 2016年11月24日                                   |
| 193  | 專家Dickson                                                                           | 你們真的結婚了                                                 | 2016年12月1日                                    |
| 194  | 陳柏宇                                                                                | 出嚟啦!!隱世高手                                               | 2016年12月8日                                    |
| 195  | 檸俊華、葉劉熟盈、55555月娥                                                           | 2017造馬仔                                                     | 2016年12月15日                                   |
| 196  | Dear Jane                                                                             | 聖誕你注定一人                                                 | 2016年12月22日                                   |
| 197  | 林建明                                                                                | 今年睇真D                                                      | 2016年12月29日                                   |

### 2017年
| 期號 | 封面人物                              | 主題 | 出版日期       |
| 198  | 達明一派                              | 開頭記 | 2017年1月5日   |
| 199  | 麥玲玲                                | 2016升棺發財大法 | 2017年1月12日  |
| 200  | 譚小環、盤菜瑩子、專家Dickson         | 毛記劣食by渣哥進軍維園年宵                                                                                               | 2017年1月19日  |
| 201  | 東方昇、黃慘盈                        | 新年唔好鞋鞋聲 | 2017年1月26日  |
| 202  | 鄧月平                                | 同你過最平情人節 | 2017年2月9日   |
| 203  | 吳岱融                                | 擊退人渣攻擊生存學 | 2017年2月16日  |
| 204  | 梁詠琪                                | 40歲高妹正傳 | 2017年2月23日  |
| 205  | 姜皓文                                | 反黑仔人生白皮書 | 2017年3月2日   |
| 206  | 劉夢熊                                | 熊出沒爆料注意 | 2017年3月9日   |
| 207  | 羅蘭姐、劉小華                        | 唔開心係OK㗎 | 2017年3月16日  |
| 208  | 1200個非選委市民                      | 一人一句給新特首的話 | 2017年3月23日  |
| 209  | 東方昇                                | 的士佬負皮自救班 | 2017年3月30日  |
| 210  | 謝賢                                  | 無蕉仿有蕉 謝氏型棍法 | 2017年4月6日   |
| 211  | 張孝全                                | 暖男特約：失戀復活法 | 2017年4月13日  |
| 212  | 林敏驄                                | 人生就係扮嘢大賽 | 2017年4月20日  |
| 213  | 東方昇、盤菜瑩子                      | AA制綜合格鬥 | 2017年4月27日  |
| 214  | 陳逸寧、閻汶宣、林兆霞、谷祖琳        | 女人都需要 #ptgf #閨蜜攻略                                                                                               | 2017年5月4日   |
| 215  | Hidden Agenda                         | 給音樂一點空間 This Town Needs Livehouses                                                                                | 2017年5月11日  |
| 216  | 袁文傑                                | 捱出頭 就業指南 | 2017年5月18日  |
| 217  | 楊文蔚                                | 奴工處特約：支持香港跳槽運動                                                                                             | 2017年5月25日  |
| 218  | 吳安儀                                | 不懂撻Q的女人 $4K全實境拍攝                                                                                              | 2017年6月1日   |
| 219  | 杜小喬                                | 愛情總要重複同樣的Pattern                                                                                                | 2017年6月8日   |
| 220  | 宋小喬                                | 世上唔只媽媽好 爸爸都好                                                                                                  | 2017年6月15日  |
| 221  | 吳君如                                | 有得揀 先至係兒童餐 | 2017年6月22日  |
| 222  | 袁澧林                                | 媽媽 為何女神不是我想的那樣？                                                                                            | 2017年6月29日  |
| 223  | 黃秋生、林海峰                        | 成個電影業畀邊個搞彎晒？                                                                                                 | 2017年7月6日   |
| 224  | 何韻詩                                | 你有FREE LIFESTYLE嗎？                                                                                                   | 2017年7月13日  |
| 225  | 歐鎧淳                                | 社會下游生存學 | 2017年7月20日  |
| 226  | 歐陽偉豪                              | 嗱 就八月喇 滿意啦？聽日準時返工啊                                                                                       | 2017年7月27日  |
| 227  | 李國麟                                | 個個都錫老竇，唔通個個都想錫老竇咩！                                                                                     | 2017年8月3日   |
| 228  | 專家Dickson                           | 等上車大行動 | 2017年8月10日  |
| 229  | 陳奐仁                                | 我不能接受 條街咁L熱 | 2017年8月17日  |
| 230  | Tommy@E-kids                          | 「18區 · 香港X街少年」 瞓街計劃1997-2017 仆住跑！                                                                        | 2017年8月25日  |
| 231  | 胡力威師傅                            | 一身經過堂皇的掙扎 | 2017年8月31日  |
| 232  | 利君牙                                | 選美最緊要有牙力 | 2017年9月7日   |
| 233  | 許碧姬婆婆                            | 停收廢紙？！紙皮婆婆去哪兒？                                                                                             | 2017年9月14日  |
| 234  | 樂瞳                                  | 有一種快樂童年叫 Crying in the Toyshop                                                                                   | 2017年9月21日  |
| 235  | 黃心美                                | 100毛祝香港人・月兩團圓                                                                                                  | 2017年9月28日  |
| 236  | 鄧梓峰                                | 卡通片，要繼續保衛地球呀！                                                                                               | 2017年10月5日  |
| 237  | 周慧敏                                | 初代女神回憶錄 | 2017年10月12日 |
| 238  | 專家Dickson                           | 我的臣陳何嘗唔想成為偉大嘅手指舞蹈家？                                                                                   | 2017年10月19日 |
| 239  | 關心妍                                | 今次得獎嘅真係你呀！！關心妍！！                                                                                         | 2017年10月26日 |
| 240  | 杜汶澤                                | 港產片，唔L係俹簁㗎 | 2017年11月2日  |
| 241  | 觸執毛 Chochukmo X Clockenflap 10周年 | 這夜凌晨，我坐下了聽問旺角點解有開P大媽的紅BAND                                                                          | 2017年11月9日  |
| 242  | Shine                                 | 十七年之癢？ | 2017年11月16日 |
| 243  | 利君牙                                | 細路，有人蝦你牙？！耍走佢啦                                                                                             | 2017年11月23日 |
| 244  | 陳嘉佳                                | 凍喇！！我唔想拍拖，我唔想有人愛我，我想⋯我想食嘢呀                                                                      | 2017年11月30日 |
| 245  | 麥長青                                | 如果咁都唔加租，我就無計了。                                                                                             | 2017年12月7日  |
| 246  | 彭浩翔                                | 春嬌救春嬌 志明救志明——地下最強愛情名師H.C. PANG補底．自救．精讀班                                                       | 2017年12月14日 |
| 247  | 堅·戰鬥民族 - 俄仔Ansheles            | 最近天氣開始轉涼了！ | 2017年12月21日 |
| 248  | 堅·導盲犬 狗狗Rally                   | 我係做導盲犬㗎！最Like同主人去街，食嘢買嘢，有我喺度，主人會適應多啲周圍環境，所以我好Proud of呢份工！希望你歡迎我哋啦！ | 2017年12月28日 |

### 2018年
| 期號 | 封面人物                               | 主題                                                                        | 出版日期                        |
| 249  | 牛最歡喜歌星獎得主鄭中基               | 全因為廣東歌你泛起了XX**漣漪（唔識寫...）2018聽廣東歌學好中文運動           | 2018年1月4日                    |
| 250  | 修哥胡繼修                             | 2018扮工狗年運程                                                            | 2018年1月11日                   |
| 251  | 環保男神唐文龍                         | 廢青循環再造計劃？                                                          | 2018年1月18日                   |
| 251  | 杜小喬                                 | 杜小喬2018廢青旅遊攻略                                                      | 附刊《等假期》                  |
| 252  | 趙學而                                 | 「趙氏金裝學而樂」                                                          | 2018年1月25日                   |
| 253  | Ben Sir歐陽偉豪                        | FU...K官大人！爆粗啫，犯法呀？                                              | 2018年2月1日                    |
| 254  | 癲佬東方昇                             | 特異功能救香港                                                              | 2018年2月8日                    |
| 255  | 王菀之、白只、楊偉倫（阿卵）           | 新春拜年拆局指南                                                            | 2018年2月15日                   |
| 256  | 何遠東                                 | 2018 FATshion噏 － 遙遠的東方有一件著衫達人                                 | 2018年3月1日                    |
| 257  | 鄧健泓                                 | 冧女嚟講，兩個字啫…密碼係用心                                               | 2018年3月8日                    |
| 258  | 劉小華                                 | 100毛X懶朋友SSS Greedy堅 懶到無朋友                                         | 2018年3月15日                   |
| 259  | 蝦頭 楊詩敏                            | 有時真係忍唔住‥‥‥反白眼！！                                                 | 2018年3月22日                   |
| 260  | 黃夏蕙                                 | SOL！係得4,000蚊咁多！                                                      | 2018年3月29日                   |
| 261  | 古巨基                                 | 佛系歌手                                                                    | 2018年4月5日                    |
| 262  | 梁祖堯                                 | 我覺得香港人生一點甜頭都沒有                                                | 2018年4月12日                   |
| 263  | Gregory Charles Rivers 河國榮          | 介紹老嘢點用社交媒體 To All People                                          | 2018年4月19日                   |
| 264  | 黑仔 姜皓文                            | 黑仔問號 ？？捱到盡頭便是贏？？                                             | 2018年4月26日                   |
| 265  | 阿BOB、東方昇                          | 化敵為友和平守則：關係無核化峰會                                            | 2018年5月3日                    |
| 266  | 薛家燕                                 | 好緊張呀！唔知仔女會點同我慶祝母親節呢？                                    | 2018年5月10日                   |
| 267  | 簡淑兒                                 | 望啦壽頭！MK文化就嚟冇㗎喇！                                                | 2018年5月17日                   |
| 268  | 黃秋生、馮志佑、邱頌偉、張銘耀、鄧智堅 | 型棍戰隊！保衛佬魅嘅重任就交俾我哋啦！                                      | 2018年5月24日                   |
| 269  | 戴耀明                                 | 髮線面前人人平等？                                                          | 2018年5月31日                   |
| 270  | 銀碼哥王宗堯                           | 萬惡錢為首之啟示錄 今朝有錢今朝罪                                           | 2018年6月7日                    |
| 271  | 秦沛                                   | The Goodfather 仔女聽教父偣感安慰                                           | 2018年6月14日                   |
| 272  | 馬啟仁KEYMAN                           | 職業性失眠 CAN'T SLEEP 年青人，究竟係咩驅使你捱夜睇波？係愛吖？定係責任呀？ | 2018年6月21日                   |
| 273  | 艾威                                   | SOR9LY 啲工程出晒事！                                                       | 2018年6月28日                   |
| 274  | 莫偉文                                 | 請錯員工，慘過倒錢落海                                                      | 2018年7月5日                    |
| 275  | 忌廉哥、忌廉哥的僕人高志成             | HELLO仔條尾，教你如何氹得主子歡喜                                           | 2018年7月12日（印刷版最後出刊） |

## 出版紀錄（純網上版本）

### 2018年
| 期號 | 封面人物                                 | 主題                                                      | 出版日期       |
| 276  | 黃慘盈、利君牙、盤菜瑩子、東方昇、唐詩勁 | 書展踢爆 美人計誘買「倫敦書」 毛記葵涌書籍交易所5主腦落網 | 2018年7月19日  |
| 277  | 陶傑                                     | 香港人個腦裝乜？                                          | 2018年7月26日  |
| 278  | 黃子華                                   | 子華迷血淚史                                              | 2018年8月2日   |
| 279  | 天星音樂大使 陳奐仁                      | 第一屆香港天星音樂節，正式開鑼！                          | 2018年8月9日   |
| 280  | 黃德斌、潘燦良                           | 大叔的逆流生存學                                          | 2018年8月16日  |
| 281  | 杜小喬                                   | 男性的弱點                                                | 2018年8月23日  |
| 282  | 劉小華                                   | 小兒科理財哲學                                            | 2018年8月30日  |
| 283  | B. Lee 霞姨                              | 專業啲！唔係演員都要演完！                                | 2018年9月7日   |
| 284  | 陳嘉倩                                   | 做個風暴流言終結者                                        | 2018年9月14日  |
| 285  | FAMA                                     | 蚊蚊皆辛苦—打工仔搵銀血汗史                               | 2018年9月21日  |
| 286  | Boy'z關智斌、張致恒                      | 人天生根本點先可以愛死身邊的一個？                        | 2018年9月28日  |
| 287  | 黃夏蕙                                   | 請珍惜你身邊晒身材的朋友                                  | 2018年10月5日  |
| 288  | 「大倒孝」 邵仲衡                        | 大倒錢時代—人工倒落海計劃                                 | 2018年10月12日 |
| 289  | 歐瑞偉                                   | 港式平民上位指南                                          | 2018年10月19日 |
| 290  | 司徒法正                                 | 怪談－人生必撞5種鬼                                       | 2018年10月26日 |